# حارة إقبال الغربية (التواهي)
حارة إقبال الغربية هي إحدى حارات حي الروضة الواقع بمديرية التواهي التابعة لمحافظة عدن، بلغ تعداد سكانها 1894 نسمة حسب تعداد اليمن لعام 2004.